# Google-bomba
A Google-bomba a Google kereső olyan manipulálása, amellyel megváltoztatják az adott keresésre feljövő találatok sorrendjét, gyakran tréfás szándékkal vagy politikai, kereskedelmi célzattal, kihasználva, hogy a Google PageRank algoritmusa bizonyos változtatások elvégzésével magasabbra sorol egy-egy szöveget.

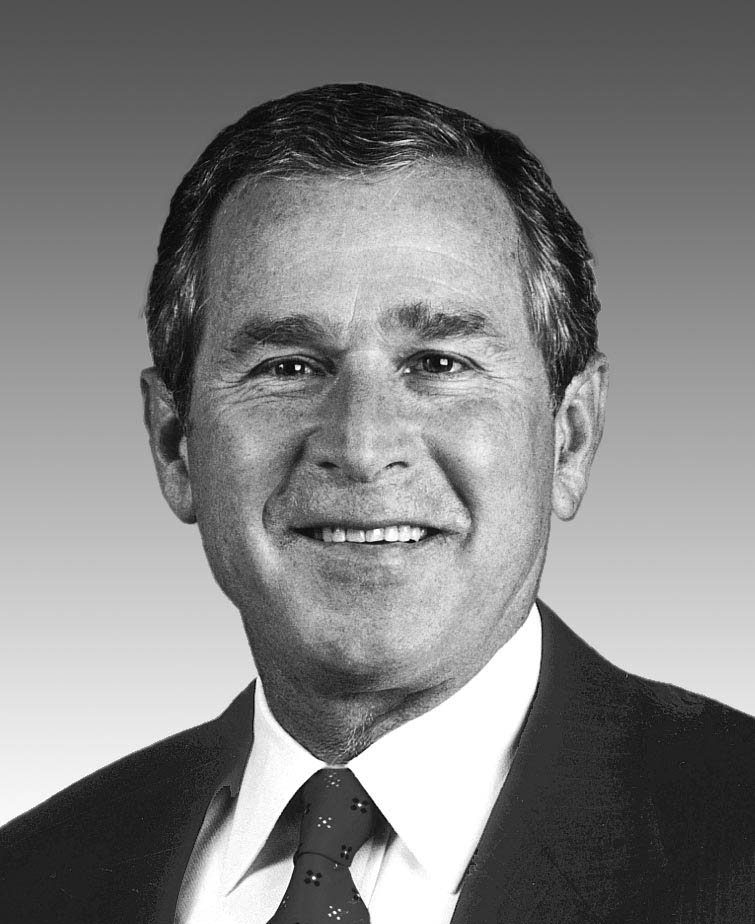
George W. Bush, az egyik leghíresebb google-bomba célpontja

Az egyik leghíresebb ilyen manipuláció az volt, amikor az angol nyelvű „miserable failure” („csúfos kudarc”) keresés egyenesen George W. Bush amerikai elnöknek a Fehér Ház honlapján szereplő életrajzára mutatott. (Mindjárt utána pedig Michael Moore szerepelt.) 
Egy példa a Google-bombára, amikor egy felhasználó sok domainnevet regisztráltat és mindegyiket az „élő legenda” kifejezéssel kapcsolja egy főoldalhoz. Az „élő legenda” keresés a Google-on ebben az esetben feljebb hozza a főoldalt a találatok közt, még akkor is, ha az adott kifejezés nem is szerepel rajta. Egy elterjedt módszer ennek a kihasználására a weblogok alkalmazása, amelyekről ha gyorsan el is tűnik az adott bejegyzés, az oldal besorolását a keresésben mégis nagymértékben befolyásolhatják. Empirikus vizsgálatok kimutatták, hogy Google-bomba elhelyezéséhez nincs szükség nagyon nagy számú weboldal felhasználására.

## Külső hivatkozás
- Háttér, lista ismert bombákról (angolul)
- HVG cikk a google-bombáról